# Upplands runinskrifter 825
Upplands runinskrifter 825 är en vikingatida runsten av röd granit med vita inslag i Gymminge, Holms socken och Enköpings kommun. Runstenen är 1,3 meter hög och 0,8 meter bred. Runhöjden är cirka 7-8 centimeter. Ristningsytan är svårt vittrad och de ristade linjerna är grunda och delvis osäkra.

## Inskriften
Translitterering av runraden:
kuln... let · raþa -...k--k-- ytʀ · -un ...(i)n · hulmkʀ suathafþi --...
Normalisering till runsvenska:
... let raða(?) ... æftiʀ(?) [s]un [s]inn Holmgæiʀ(?). Svarthaufði ...
Översättning till nusvenska:
... lät ... efter(?) sin son Holmger. Svarthövde ...